# جزيرة روتي

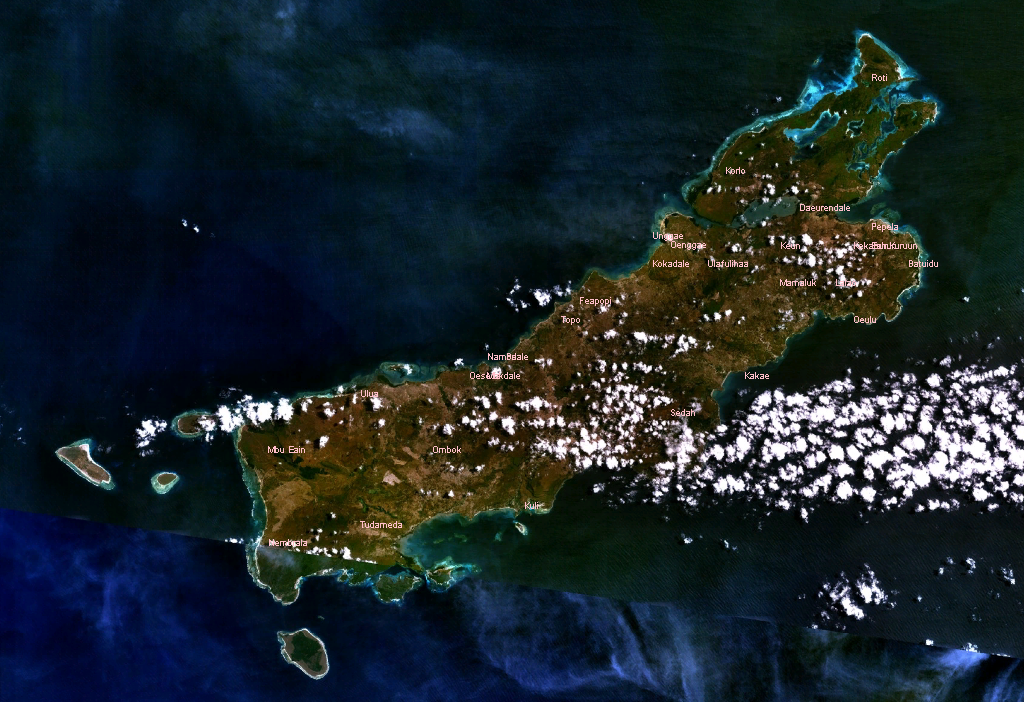
صورة جوية لجزيرة روتي

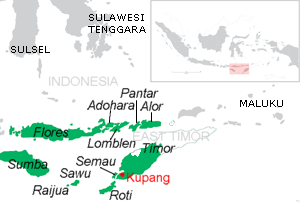
خريطة جزر مقاطعة نوسا تنقارا الشرقية وتظهر جزيرة روتي غرب جزيرة تيمور

جزيرة روتي إحدى جزر إندونيسيا، وهي جزء من مقاطعة نوسا تنقارا الشرقية ضمن جزر سوندا الصغرى. مساحتها 1200كم² (463 ميل مربع). تقع على بعد 500 كم (311 ميل) من ساحل شمال شرق أستراليا، و170 كلم (106 ميل) شمال شرق جزر أشمور وكارتيير. وتقع الجزيرة جنوب غرب جزيرة تيمور. إلى الشمال يقع بحر سافو، وإلى الجنوب بحر تيمور. إلى الغرب تقع جزيرة سافو وجزيرة سومبا. وإلى الجنوب مباشرة تقع جزيرة دانا غير المأهولة بالسكان.
تبلغ مساحة الجزيرة 14كم² (5 ميل مربع)، وهي الجزيرة الأبعد جنوباَ في إندونيسيا جنبا إلى جنب مع بعض الجزر الصغيرة الأخرى القريبة، مثل نداو، والتي تشكل معها وحدة إدارية، بلغ تعداد سكانها عام 2010 بحدود 119711.
البلدة الرئيسية اسمها(با) وتقع في شمال الجزيرة. وتجد منطقة جيدة للتزلج على الأمواج في الجنوب قرب قرية نمبرالا. يمكن الوصول للجزيرة بواسطة العبارات يوميا من مدينة كوبانغ، مركز تيمور الغربية، وعادة ما يتم نقل السياح بهذه الرحلات.
توجد في الجزيرة العديد من الآثار التاريخية بما في ذلك الخزف الصيني العتيق، فضلا عن الفنون والتقاليد القديمة.
كما أن الجزيرة موطن للكثير من القوميين البارزين في إندونيسيا. كما تشتهر الجزيرة بآلة موسيقية شعبية اسمها ساساندو، وهي مصنوعة من سعف النخيل.
وفقا للقصة القديمة، فإن تسمية الجزيرة حصل بطريق الخطأ، فعندما وصل البحارة البرتغاليين للجزيرة سأل أحد المزارعين عن المكان لكن المزارع الذي لم يتمكن من التحدث باللغة البرتغالية فقد قدم نفسه: «روتي».

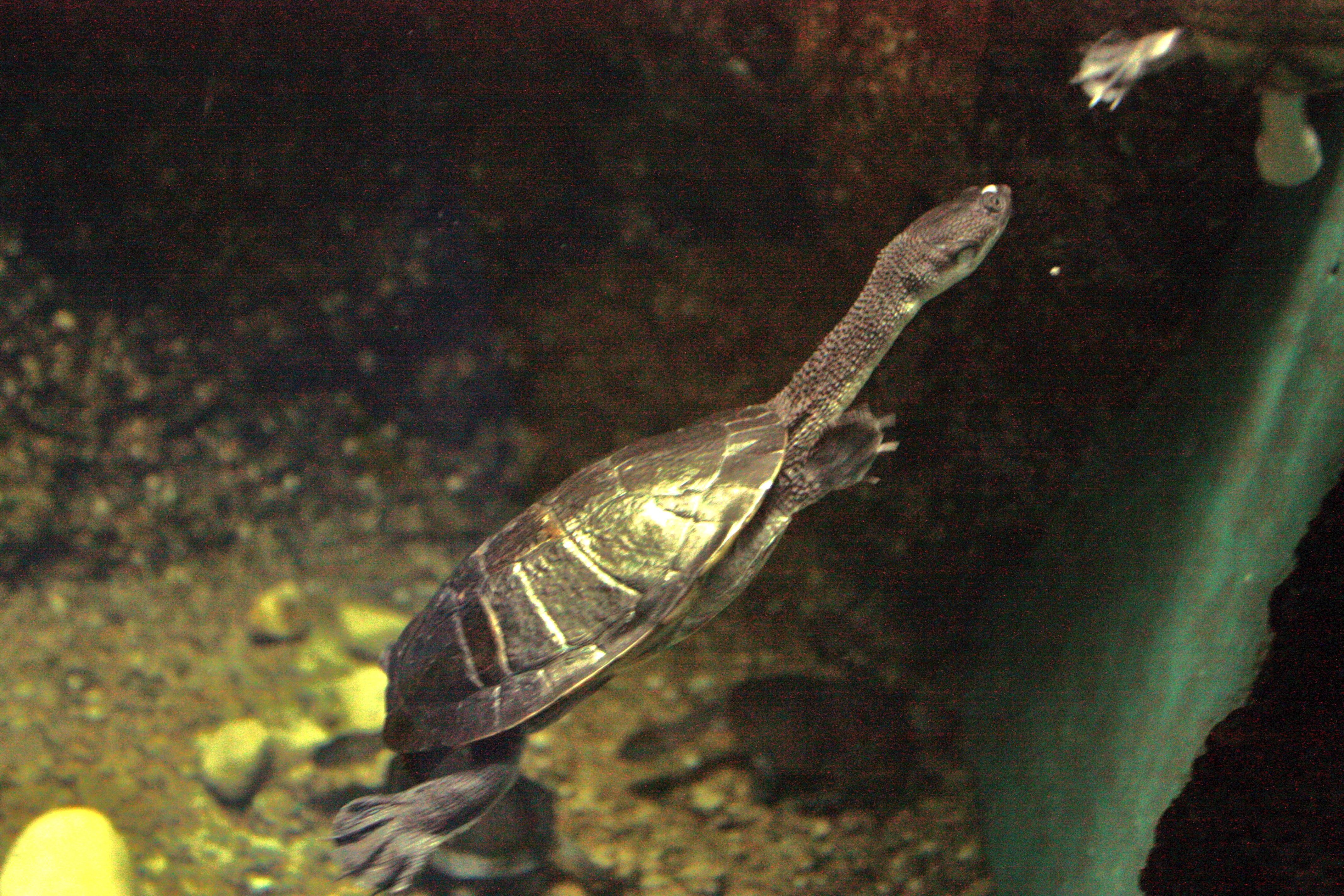
سلحفاة جزيرة روتي العارية ذات عنق الأفعى

قبالة الطرف الجنوبي من جزيرة تيمور تتكون من التلال ومزارع مدرجة، ونخيل القرظ والسافانا وبعض الغابات. ويعتمد الروتيين على النخيل في معيشتهم، حالهم كحال السافويين، إضافة للصيد وصنع المجوهرات.
من الحيوانات المهددة بالانقراض في جزيرة روتي هي سلحفاة جزيرة روتي العارية ذات عنق الأفعى (Chelodina mccordi) المستوطنة في الجزيرة.
الزراعة تشكل فرصة العمل الرئيسية، كما أن الصيد المهم أيضا، وخصوصا في قرية بابيلا الشرقية، مما أدى إلى خلافات مع أستراليا على المياه بينهما.

## الصور

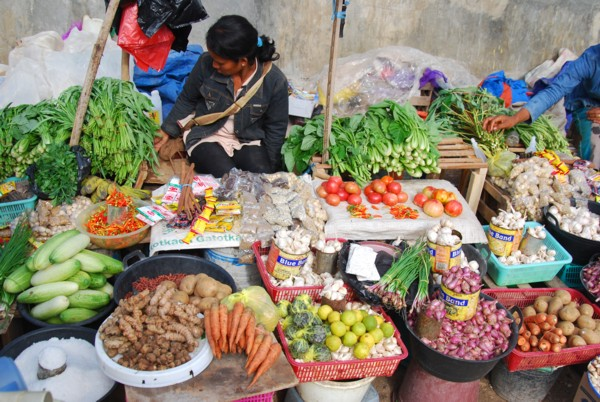
سوق قرية با في جزيرة روتي
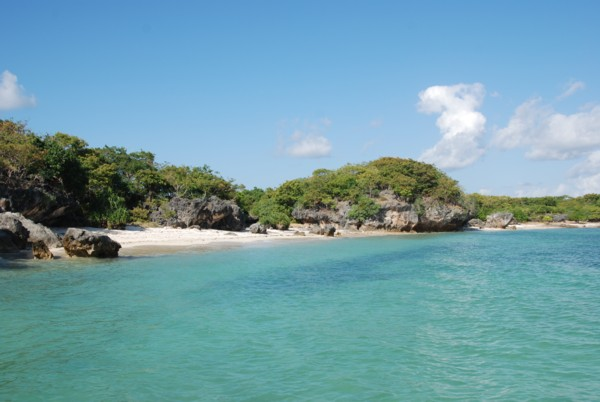
ساحل جزيرة موناك، جنوب غرب جزيرة روتي
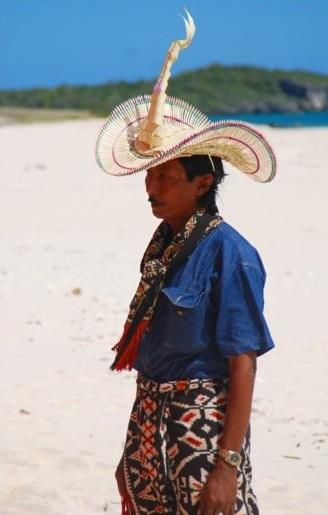
حاكم غرب روتي في جزيرة نداو، 2007
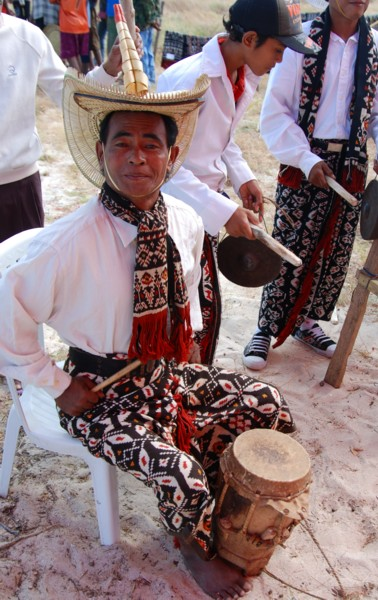
الطبل الروتي والقبعة التقليدية
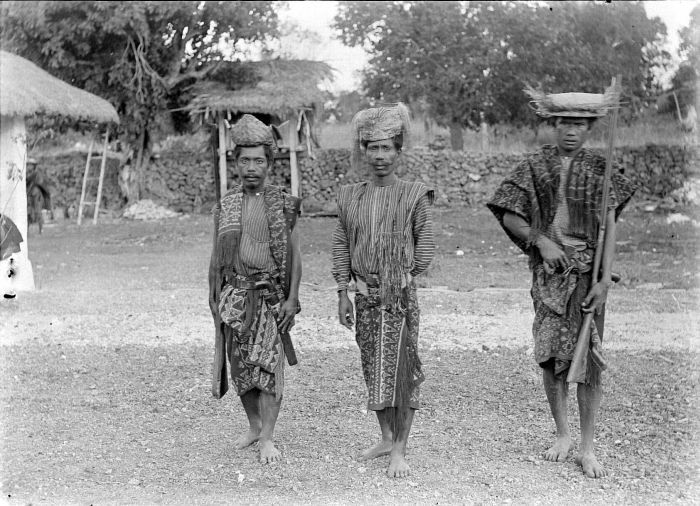
كاربافو، قائد المحاربين عام 1900.